# Tomoko Tamura
Tomoko Tamura (japonès: 田村智子)  (Komoro, 4 de juliol de 1965) és una política japonesa que és l'actual presidenta del Partit Comunista Japonès (PCJ). És representant del PCJ a la Cambra de Consellers del Japó, després d'haver estat escollida el 2010 i reelegida el 2016 i el 2022.

## Trajectòria
A la Universitat de Waseda, després d'una sèrie de protestes i vagues contra l'augment del preu de la matrícula, Tamura es va unir a la Lliga de la Joventut Democràtica del Japó, l'ala juvenil del PCJ.
Després de graduar-se, va treballar a temps complet per la Lliga de la Joventut Democràtica del Japó, organitzant protestes contra la guerra i manifestacions a favor de la pau. A partir de 1995, va passar al PCJ on va treballar com a secretària i vicesecretària, respectivament, dels membres de la Cambra de Representants Ikuko Ishii i Mito Inoue.
Tamura va ser elegida amb èxit a la Cambra de Consellers a les eleccions de 2010. Abans de convertir-se en la líder del partit, va exercir com a vicepresidenta del comitè executiu i presidenta del comitè polític. Va criticar les eleccions femenines del gabinet del primer ministre Shinzō Abe, afirmant que eren performatives en lloc d'afavorir l'apoderament de les dones. El 18 de gener de 2024 va substituir Kazuo Shii com a presidenta del Partit Comunista del Japó.